# 孙溜镇
孙溜镇是中国山东省菏泽市单县下辖的一个镇。

## 行政区划
孙溜镇下辖孙溜村、张庄村、马庙村、高家庄村、常兴寨村、张楼村、段楼村、周楼村、韩庙村、宗庙村、高庄户村、单集村、代庙村、贺庄村。